# Bogorodsk
Bogorodsk (del ruso: Богородск) es una ciudad del óblast de Nizhni Nóvgorod, en Rusia, centro administrativo del raión homónimo. Está situada a 38 km al sudoeste de Nizhni Nóvgorod. Su población era de 36.219 habitantes en 2009. 

## Historia

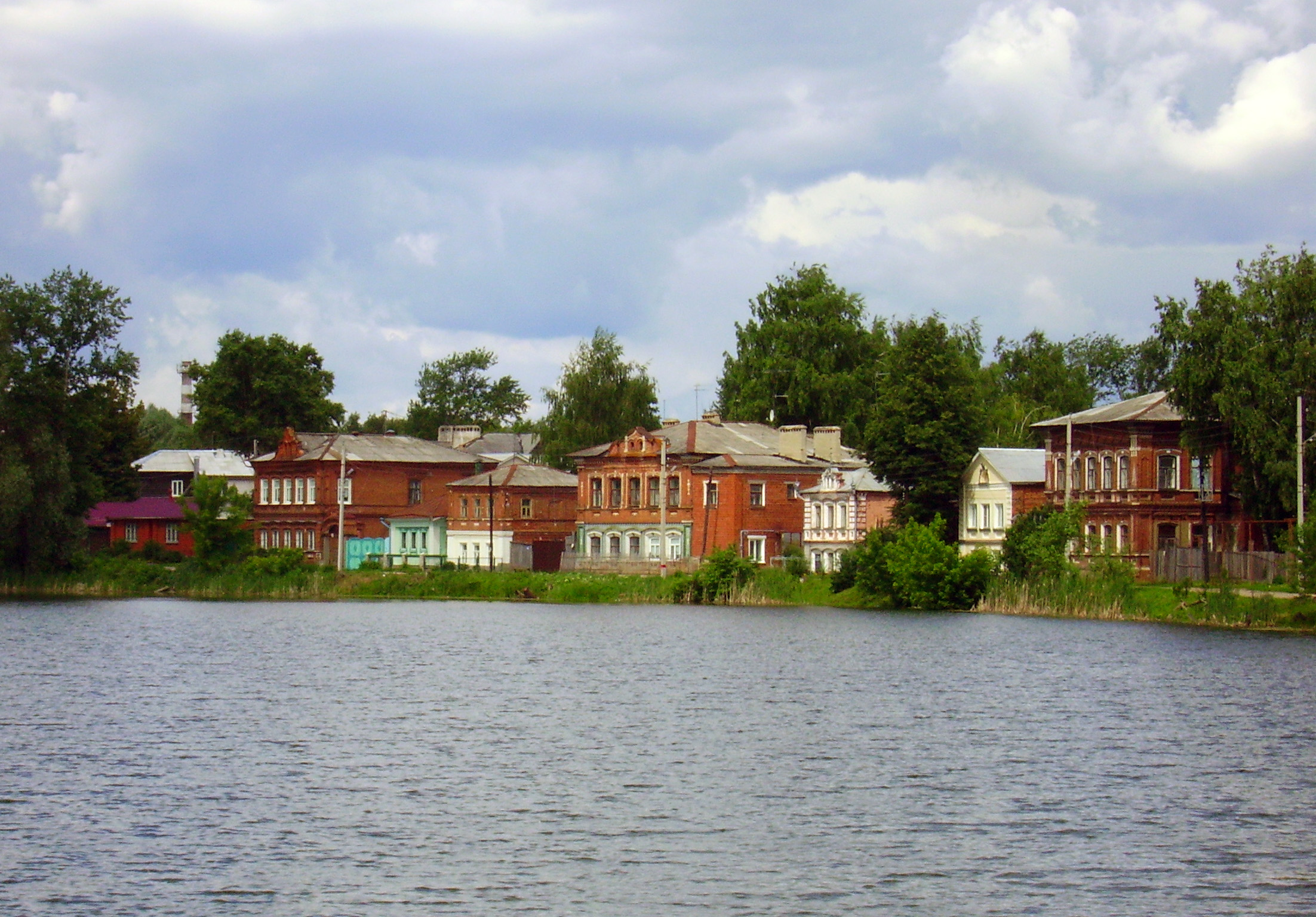
Casas del, a orillas de la laguna Kabatski

La primera mención de Bogorodsk se remonta a 1570. En el emplazamiento de la ciudad actual se nombra el pueblo de Bogoródichnoye o Bogoróditskoye. Del siglo XVII al siglo XIX, sus artesanos fueron famosos por su trabajo con el cuero (curtiduría, fabricación de zapatos). Tiene estatus de ciudad desde 1923.

## Demografía
| 1926   | 1939   | 1959   | 1970   | 1979   | 1989   | 2002   | 2007   |
| ------ | ------ | ------ | ------ | ------ | ------ | ------ | ------ |
| 14 900 | 21 400 | 29 900 | 36 500 | 37 300 | 38 401 | 37 095 | 36 400 |

## Economía
Bogorodsk es un centro de la industria del cuero. Cuenta con curtidurías y fábricas de zapatos. Existe también una fábrica de cuero artificial, así como talleres de confección.